# Mirela Țugurlan
Mirela Țugurlan (* 4. September 1980 in Focșani) ist eine ehemalige rumänische Kunstturnerin.
Sie begann im Alter von sieben Jahren mit dem Turnen beim CSȘ Gimnastică Focșani. Mit zwölf wurde Țugurlan für den Juniorennationalkader in Bukarest ausgewählt. 1995 wurde sie am Schwebebalken Junioren-Europameisterin.
1996 nahm Țugurlan an den Olympischen Spielen teil. In Atlanta gewann sie mit der rumänischen Mannschaft hinter den USA und Russland die Bronzemedaille. Außerdem startete sie im Einzelmehrkampf, im Bodenturnen, im Pferdsprung, am Schwebebalken und am Stufenbarren, konnte aber kein Finale erreichen.
1997 wurde Mirela Țugurlan mit der rumänischen Equipe mit Simona Amânar, Claudia Presăcan, Alexandra Marinescu, Gina Gogean und Corina Ungureanu bei den Weltmeisterschaften in Lausanne Weltmeisterin.
Nach ihrem Rücktritt wurde sie Trainerin.